# Pithecellobium furcatum
Pithecellobium furcatum är en ärtväxtart som beskrevs av George Bentham. Pithecellobium furcatum ingår i släktet Pithecellobium och familjen ärtväxter. Inga underarter finns listade i Catalogue of Life.